# Per-Axel Hansén
Per-Axel Gunnar Hansén, född den 25 mars 1913 i Nederluleå församling, Norrbottens län, död den 27 juni 1988 i Båstad, var en svensk jurist. Han var son till David Hansén.
Hansén avlade studentexamen i Luleå 1931 och juris kandidatexamen vid Stockholms högskola 1936. Efter genomförd tingstjänstgöring i Luleå domsaga 1937–1939 blev han fiskal i Hovrätten för Övre Norrland 1940, assessor där 1948 och hovrättsråd 1949. Hansén var häradshövding i Gällivare domsaga 1953–1959 och i Piteå domsaga 1960–1970 samt lagman i Piteå tingsrätt 1971–1974 och i Ängelholms tingsrätt 1974–1980 (tillförordnad 1972). Han var ordförande i utskrivningsnämnden i Norrbottens län 1960–1972. Hansén blev riddare av Nordstjärneorden 1952 och kommendör av samma orden 1967. Han vilar på Båstads nya begravningsplats.